# El Lazarillo de Tormes
El Lazarillo de Tormes is een Spaanse filmkomedie uit 1959 onder regie van César Fernández Ardavín. Het scenario is gebaseerd op de schelmenroman Lazarillo van Tormes uit 1554. De film won de Gouden Beer op het Filmfestival van Berlijn.

## Verhaal
Lazarillo is een jongen van acht jaar die alleen met zijn moeder in een pension in Salamanca woont. Hij wordt door haar bij verschillende leermeesters geplaatst. Dat wordt een harde levensschool voor de jonge Lazarillo.

## Rolverdeling
| Acteur              | Personage |
| ------------------- | --------- |
| Marco Paoletti      | Lazarillo |
| Juanjo Menéndez     | Landheer  |
| Carlos Casaravilla  | Blinde    |
| Memmo Carotenuto    | Acteur    |
| Antonio Molino Rojo | Baljuw    |
| Margarita Lozano    | Antona    |